# Mechthild II. von Anhalt
Mechthild II. von Anhalt (* 1392; † 1463 in Gernrode) aus dem Geschlecht der Askanier war entweder von 1445 oder von 1451 bis 1463 die Äbtissin des freien weltlichen Stiftes Gernrode und Frose.

## Leben
Mechthild II. von Anhalt war die Tochter von Fürst Sigismund I. von Anhalt-Dessau und Jutta von Querfurt. Sie ist die Tante der von 1469 bis 1504 regierenden Äbtissin Scholastica von Anhalt und Nachfolgerin von Agnes Schenk von Landsberg. 
Ihre Jugend verbrachte Mechthild II. in Zerbst. Später erfolgte ihr Eintritt ins Kloster als Kanonissin. Die Ernennung zu Pröpstin erfolgt dann wahrscheinlich im Jahr 1439. Der Beginn ihrer Amtszeit lässt sich nicht genau festlegen, da die letzte bekannte Urkunde ihrer Vorgängerin auf den 27. Februar 1445 datiert, die erste Urkunde von Mechthild II. aber erst auf den 4. April 1451. Der Beginn ihrer Amtszeit kann auf Grund des spärlichen Quellenmaterials also nicht genau festgelegt werde.

## Amtszeit
Über ihre Amtszeit können aus Mangel an Quellen ebenfalls kaum Aussagen getroffen werden, da sie nur in wenigen Urkunden Erwähnung findet. Die älteste datiert auf den 4. April 1451 und bezeugt, dass sie die Fürstin Hedwig zu Anhalt zu gesamter Hand mit dem Schloss Plötzkau und dem Zehnten zu Frose belehnte.

## Bautätigkeit
Im Jahr 1460 wurden die Dächer der Stiftsgebäude mit Blei neu eingedeckt(„restauratio Abbatiae“). Die Reste der Bleieindeckung wurden noch bei der Restaurierung der Stiftskirche durch Ferdinand von Quast entdeckt.